# Distrito de Surat
Surat (en guyaratí; સુરત જિલ્લો ) es un distrito de India en el estado de Guyarat . Código ISO: IN.GJ.ST.
Comprende una superficie de 4 327 km².
El centro administrativo es la ciudad de Surat.

## Demografía
Según el censo de 2011 tenía una población total de 6 081 322 habitantes.